# Ylva Norling Jönsson
Ylva Katarina Norling Jönsson, född 4 mars 1960, är en svensk jurist.
Ylva Norling Jönsson har varit chefsrådman i Malmö tingsrätt och blev lagman i Helsingborgs tingsrätt 2009. Hon tillträdde den 1 mars 2021 som hovrättspresident i Hovrätten över Skåne och Blekinge, som den första kvinnan på denna post.
Norling Jönsson är ordförande i Notarienämnden och ledamot i Fideikommissnämnden.